# The Ballads (album de Mariah Carey)
Pour les articles homonymes, voir Ballad.
Albums de Mariah Carey
E=mc2
(2008) Memoirs of an Imperfect Angel
(2009)
The Ballads est une compilation de chansons d'amour de Mariah Carey qui est sorti le 17 novembre 2008 après avoir été annoncé sous le titre Love Songs. 
C'est aussi le seizième album et la quatrième compilation de la chanteuse. L'album contient seulement les chansons d'amour enregistrées sous le label Columbia Records.

## Certifications
| Pays              | Certification | Unités certifiées |
| ----------------- | ------------- | ----------------- |
| Irlande (IRMA)    | Or            | 7 500             |
| Royaume-Uni (BPI) | Or            | 100 000           |